# Strijkkwartet nr. 4 (B. Tsjajkovski)
Boris Tsjajkovski voltooide zijn Strijkkwartet nr. 4 in 1972.
Tsjajkovski keerde met zijn vierde strijkkwartet terug naar de driedelige indeling, maar kwam uit op snel –langzaam –langzaam:
1. Moderato
2. Andante
3. Andante

Het derde strijkkwartet van de componist werd vergeleken met werk van Dmitri Sjostakovitsj. Dat kan ook gelden voor met name het begindeel van dit werk, met haar bitse en ironische timbre. Deel 2 is veel melodieuzer, totdat dissonanten hun intrede doen; vervolgens komt de melodie terug. Deel 3 is aftastend en terughoudend. De delen van dit strijkkwartet beginnen allen eenstemmig, waarna muziekstemmen toegevoegd worden naar polyfonie.
De eerste uitvoering vond plaats op 14 februari 1973 door het Prokofjev Quartet. Plaats van handeling was Moskou; de Grote Zaal van het Conservatorium van Moskou. Strijkkwartet vier wordt wel gezien als deel van het drieluik met strijkkwartet 5 en 6

## Discografie
Er was tot 2009 een opname beschikbaar en wel één door het Prokofjev Quartet uit het elpeetijdperk (voor 1983). In 2009 volgde een uitgave met alle zes strijkkwartetten door Ilja Zoff, Elena Raskova (viool), Lydia Kovalenko (altviool) en Alexey Massarsky (cello). Het platenlabel Northern Flowers nam de strijkkwartetten in 2008 in samenwerking met de Boris Tsjajkovski Society op. Inmiddels sponsorde de Russische Kunst Stichting dergelijke opnamen ook.

## Bron
- de compact disc
- Boris Tsjajkovski Foundation